# 五十嵐千尋
五十嵐千尋（1995年5月24日—）是一名日本游泳運動員，主攻自由泳，現就讀於日本體育大學。她曾代表日本參加2016年夏季奧林匹克運動會游泳比賽三項賽事，也曾獲得2016年世界短道游泳錦標賽女子400公尺自由式季軍，並同時創下短池女子400公尺自由式項目日本紀錄。

## 外部連結
- 五十嵐千尋的X（前Twitter）
- 五十嵐千尋的Instagram帳戶